# Gemma Rauret
Gemma Rauret i Dalmau (Barcelona, 1941) es una química, y docente española. Obtuvo la licenciatura en Ciencias Químicas, y posteriormente el doctorado de Ciencias por la Universidad de Barcelona. Su campo de investigaciones se centran en el área de la química analítica ambiental, y en la calidad del proceso analítico, como una catedrática de química analítica de la Universidad de Barcelona, desde 1984, y es decana de la Facultad de Química. Ha presidido el Comité interno de evaluación de las titulaciones en química y en ingeniería química de la Universidad de Barcelona, al tiempo que ha participado como evaluadora externa en otras universidades españolas.
En 1992, recibió la Medalla Narcís Monturiol al mérito científico de la Generalidad de Cataluña por su labor investigadora en el análisis químico de los contaminantes ambientales y por su contribución a la metodología de datación por isótopos radioactivos. Desde 1998 hasta 2006, fue directora de la Agencia para la Calidad del Sistema Universitario de Cataluña (AQU). En 2006, fue nombrada directora de la Agencia Nacional de Evaluación de la Calidad y Acreditación (ANECA), permaneciendo hasta 2009.
Ha publicado unos 200 trabajos de investigaciones sobre química analítica ambiental, en revistas internacionales especializadas, y ha participado y coordinado numerosos proyectos de investigación internacionales de la Unión Europea, como los de radioprotección relacionados al siniestro nuclear de Chernobil.

## Algunas publicaciones
- gemma rauret i Dalmau, ester giménez Salinas. 2007. L'Avaluació de la qualitat en la nova organització dels ensenyaments. Lliçó inaugural 4 d'octubre de 2007. Ed. Edicions de la Universitat Ramon Llull, 34 pp.

- marta toribio Fadón, gemma tauret i Dalmau, josé f. garcía Martínez. 2003. Estudio y optimización de la metodología analítica para la determinación de plutonio en muestras de bajo nivel de actividad: Study and optimization of analitical methodology for plutonium determination in low-level activity samples. Colaborador	Universitat de Barcelona. Departament de Química Analítica. 232 pp.

- gemma rauret i Dalmau. 1972. Reaccionabilidad y posibles aplicaciones analíticas de la n-etil, m-metil, isonitrosoacetarilida, de la n-isopropil, isonitrosoacetarilida y de la n-etanol, isonitrosoacetarilida, así como de la n-etil. m-metil, [beta]-isatoxima y de la n-isopropil, [beta]-isatoxima. Colaboró Univ. de Barcelona. Departament de Química Analítica. Editor Univ. de Barcelona, 15 pp.

### Capítulos de libros
- Contaminated Soil 2000: Proc. of the Seventh International FZK/TNO Conference on Contaminated Soil, 18-22 de septiembre de 2000, Leipzig, Alemania, vol. 2. Contribuidores	Forschungszentrum Karlsruhe, Nederlandse Centrale Organisatie voor Toegepast-Natuurwetenschappelijk Onderzoek, Umweltforschungszentrum Leipzig-Halle. Editor Thomas Telford, 1.494 pp. ISBN 0727729543, ISBN 9780727729545

- Ciencias, metodologías y técnicas aplicadas a la arqueología. Ciència Oberta. Editora Isabel Rodà. Colaboró Aurelio Álvarez Pérez. Edición ilustrada de Univ. Autònoma de Barcelona, 292 pp. ISBN 8479292938, ISBN 9788479292935 1992 capítulo en línea